# بينوا برونيه
بينوا برونيه هو لاعب هوكي الجليد كندي، ولد في 24 أغسطس 1968 في مونتريال في كندا.

## وصلات خارجية
- بينوا برونيه على موقع دوري الهوكي الوطني (الإنجليزية)
- بينوا برونيه على موقع EliteProspects.com (الإنجليزية)
- بينوا برونيه على موقع HockeyDB.com (الإنجليزية)
- بينوا برونيه على موقع Hockey-Reference.com (الإنجليزية)